# Кислоти вольфраму
Кислоти вольфраму (англ. acids of tungsten) — кислоти, що відповідають вольфрамові (VI): вольфрамова кислота, жовтий моногідрат WO3·H2O (H2WO4); білий дигідрат (WO3·2H2O); метавольфрамова кислота H2O·4WO3·хH2O (H10[H2(W2O7)6]·24H2O); надвольфрамова кислота WO3·H2O2·H2O (H2WO5·H2O).
Вольфрам також утворює комплексні гетерополікислоти, які включають як центральні атоми P, As, V, Si, B та ін., пр.:
H8[Si(W2O7)6] ·xH2O, H7[P(W2O7)6] ·xH2O.